# Czur
Czur (ukr.: Чур) to ukraiński zespół wykonujący muzykę z gatunku folk metal, założony w 2005 roku w Chersoniu. Teksty utworów grupy nawiązują do mitologii słowiańskiej i pogaństwa.

## Skład zespołu
- Jewhen Kuczerow - śpiew, gitara, keyboard, perkusja, instrumenty ludowe
- Wiktorija Kumanowska - śpiew
- Jurij Pawłyszyn - gitara basowa, chórki

## Muzycy sesyjni
- Ołena Wanina
- Ołeksandr Własok
- Weronika Samandas
- Jejsenslaw

## Dyskografia
- 2005 „Брате вітре” (Brate witre) (demo)
- 2006 „Брате вітре” (LP)
- 2008 „…з Мороку… / Огнецвет” (…z moroku… / Ognecwet) (split)
- 2009 „Лихо” (Łycho) (LP)